# Прыжки с трамплина на зимней Универсиаде 2015
Соревнования по прыжкам на лыжах с трамплина в рамках зимней Универсиады 2015 года проходили с 22 января по 1 февраля в словацком Штрбске-Плесо. Разыгрывалось 5 комплектов наград.

## Результаты

### Мужчины
| Дисциплина                                                 | Золото                                                           | Золото | Серебро                                                  | Серебро | Бронза                                                  | Бронза |
| ---------------------------------------------------------- | ---------------------------------------------------------------- | ------ | -------------------------------------------------------- | ------- | ------------------------------------------------------- | ------ |
| Нормальный трамплин Личное первенство Финишный протокол    | Владимир Зографски · Болгария                                    | 248.8  | Ильмир Хазетдинов · Россия                               | 244.2   | Евгений Климов · Россия                                 | 241.7  |
| Нормальный трамплин Командное первенство Финишный протокол | Россия · Евгений Климов · Михаил Максимочкин · Ильмир Хазетдинов | 723.2  | Япония · Канта Таканаси · Минато Мабучи · Юнширо Кобаяси | 702.3   | Польша · Андрей Запоточный · Станислав Биела · Якуб Кот | 680.3  |

### Женщины
| Дисциплина                                                 | Золото                                          | Золото | Серебро                             | Серебро | Бронза                                        | Бронза |
| ---------------------------------------------------------- | ----------------------------------------------- | ------ | ----------------------------------- | ------- | --------------------------------------------- | ------ |
| Нормальный трамплин Личное первенство Финишный протокол    | Ирина Аввакумова · Россия                       | 223.2  | Юка Кобаяси · Япония                | 198.2   | Анастасия Гладышева · Россия                  | 190.5  |
| Нормальный трамплин Командное первенство Финишный протокол | Россия · Анастасия Гладышева · Ирина Аввакумова | 392.3  | Япония · Аки Мацухаси · Юка Кобаяси | 385.9   | Чехия · Владена Пусткова · Михаэла Долезелова | 322.8  |

### Смешанные соревнования
| Дисциплина                               | Золото                                         | Золото | Серебро                                                     | Серебро | Бронза                                          | Бронза |
| ---------------------------------------- | ---------------------------------------------- | ------ | ----------------------------------------------------------- | ------- | ----------------------------------------------- | ------ |
| Нормальный трамплин Командное первенство | Япония I Юка Кобаяси 91.8 Юнсиро Кобаяси 110.6 | 202.4  | Россия II Анастасия Гладышева 79.9 Михаил Максимочкин 105.1 | 185.0   | Япония II Аки Мацухаси 85.9 Канта Таканаси 92.7 | 178.6  |

## Медальный зачёт в прыжках на лыжах с трамплина
| Место | Страна   |   |   |   | Всего |
| ----- | -------- | - | - | - | ----- |
| 1     | Россия   | 3 | 2 | 2 | 7     |
| 2     | Япония   | 1 | 3 | 1 | 5     |
| 3     | Болгария | 1 | 0 | 0 | 1     |
| 4     | Чехия    | 0 | 0 | 1 | 1     |
| 5     | Польша   | 0 | 0 | 1 | 1     |